# Hans Sundberg (skådespelare)
Hans Erik Vilhelm Sundberg, född 10 januari 1925 i Enköping, död 26 april 1997 i Bålsta, var en svensk skådespelare.
Han är begravd på Bromma kyrkogård.

## Filmografi
- 1946 – Ungdom i fara
- 1947 – Får jag lov, magistern!
- 1948 – Hamnstad
- 1948 – Intill helvetets portar
- 1950 – Två trappor över gården
- 1950 – Medan staden sover
- 1952 – När syrenerna blomma
- 1954 – Simon Syndaren
- 1956 – Ett dockhem
- 1964 – Älskande par
- 1970 – Röda rummet (TV-serie)
- 1975 – Släpp fångarne loss – det är vår!
- 1976 – Hallo Baby
- 1977 – Ärliga blå ögon (TV-serie)
- 1981 – Babels hus (TV-serie)
- 1981 – Varning för Jönssonligan
- 1987 – Träff i helfigur (TV-serie)
- 1991 – Goltuppen (TV-serie)
- 1991 – Duo jag (TV-serie)
- 1995 – Vita lögner

## Teater

### Roller
| År   | Roll                                                     | Produktion                                                                     | Regi             | Teater           |
| ---- | -------------------------------------------------------- | ------------------------------------------------------------------------------ | ---------------- | ---------------- |
| 1948 | Kyparen                                                  | En vildfågel (La sauvage) Jean Anouilh                                         | Rune Carlsten    | Dramaten         |
| 1949 | Tomten Liktornsoperatören                                | Lycko-Pers resa August Strindberg                                              | Göran Gentele    | Dramaten         |
| 1949 | Kungen                                                   | Sanningens pärla Zacharias Topelius                                            | Keve Hjelm       | Dramaten         |
| 1950 | Tom Dill                                                 | En radiobragd (Radio Rescue) Charlotte Chorpenning                             | Arne Ragneborn   | Dramaten         |
| 1951 | Flink Papegojan Laurens, lärare Rudmans betjänt Notarien | Amorina Carl Jonas Love Almqvist                                               | Alf Sjöberg      | Dramaten         |
| 1951 | Andre ligisten                                           | Simon trollkarlen Tore Zetterholm                                              | Arne Ragneborn   | Dramaten         |
| 1957 | Pasquin                                                  | Kärlekens komedi (Le jeu de l'amour et du hazard) Pierre de Marivaux           | Gösta Terserus   | Riksteatern      |
| 1959 | Richard Borstbindare En piga                             | Den politiske kannstöparen (Den Politiske Kandestøber) Ludvig Holberg          | Rune Carlsten    | Dramaten/ Folkan |
| 1960 | Ira-officer                                              | Gisslan (The Hostage) Brendan Behan                                            | Per-Axel Branner | Dramaten         |
| 1961 | Sheriffen                                                | Kung John (The Life and Death of King John) William Shakespeare                | Alf Sjöberg      | Dramaten         |
| 1963 | Betjänten                                                | Ställföreträdaren (Der Stellvertreter) Rolf Hochhuth                           | Stig Torsslow    | Dramaten         |
| 1963 | Himmler                                                  | Svejk i andra världskriget (Schweyk im zweiten Weltkrieg) Bertolt Brecht       | Alf Sjöberg      | Dramaten         |
| 1963 | Harry Paddington                                         | Tiggarens opera (The Beggar's Opera) John Gay                                  | Per-Axel Branner | Dramaten         |
| 1964 | Pagodvakten                                              | Tre knivar från Wei Harry Martinson                                            | Ingmar Bergman   | Dramaten         |
| 1965 | Högsta Domaren                                           | Yvonne, prinsessa av Bourgogne (Iwona, księżniczka Burgunda) Witold Gombrowicz | Alf Sjöberg      | Dramaten         |
| 1966 | En bonde II                                              | Mutter Courage (Mutter Courage und ihre Kinder) Bertolt Brecht                 | Alf Sjöberg      | Dramaten         |
| 1972 | Loyal                                                    | Tartuffe (Tartuffe, ou l'Imposteur) Molière                                    | Mimi Pollak      | Dramaten         |
| 1972 | Vaktmästare Jensen                                       | Vildanden Henrik Ibsen                                                         | Ingmar Bergman   | Dramaten         |
| 1977 | Sjigaljov                                                | Onda andar (Бесы, Bésy) Fjodor Dostojevskij                                    | Ernst Günther    | Dramaten         |

## Radioteater

### Roller
| År   | Roll                       | Produktion                     | Regi            |
| ---- | -------------------------- | ------------------------------ | --------------- |
| 1959 | Röster ur folkvimlet       | Vägglusen Vladimir Majakovskij | Staffan Aspelin |
| 1961 | Handelsman Björn Strömberg | Ur askan i elden Folke Mellvig | Börje Mellvig   |

### Fotnoter
1. ↑  ”Hans Sundberg”. Svensk Filmdatabas. http://sfi.se/sv/svensk-filmdatabas/Item/?type=PERSON&itemid=62447&iv=OVERVIEW. Läst 15 augusti 2012.
2. ↑  SvenskaGravar
3. ↑  Ingvar Holm (4 oktober 1957). ”'Kärlekens komedi' har turnépremiär”. Dagens Nyheter:  s. 20. https://arkivet.dn.se/tidning/1957-10-04/270/20. Läst 26 januari 2022.
4. ↑  ”Tre knivar från Wei”. Stiftelsen Ingmar Bergman. http://ingmarbergman.se/verk/tre-knivar-från-wei. Läst 21 oktober 2015.
5. ↑  ”Vildanden”. Stiftelsen Ingmar Bergman. http://ingmarbergman.se/verk/vildanden. Läst 14 oktober 2015.
6. ↑  ”Radioprogrammet”. Dagens Nyheter:  s. 38. 15 januari 1959. http://arkivet.dn.se/arkivet/tidning/1959-01-15/13/37. Läst 18 mars 2016.
7. ↑  ”Radioprogrammet”. Dagens Nyheter:  s. 31. 18 november 1961. https://arkivet.dn.se/tidning/1961-11-18/313/31. Läst 19 december 2021.